# Calcio Spalato
Calcio Spalato  (detto anche Il Calcio) fu una delle prime squadre di calcio della città dalmata di Spalato, caratterizzata dal fatto d'essere espressione della locale minoranza autoctona italiana.

## Gli inizi del calcio in Dalmazia
Secondo gli ultimi studi, il calcio arrivò in Dalmazia - e precisamente a Traù - nel 1896. A portarlo furono i marinai delle varie navi inglesi: la prima dimostrazione di questo gioco fu proprio una partita fra marittimi inglesi nella pianura di Travarica. Pure gli equipaggi delle navi austroungariche appresero questo nuovo sport, giocando varie partite nelle zone di Zara e di Spalato.
Col passare degli anni, i giovani dalmati iniziarono a interessarsi al calcio: troviamo le prime squadre di studenti spalatini alla fine del XIX secolo, e tra i primi insegnanti di educazione fisica a caldeggiare la diffusione del calcio vi fu Umberto Girometta, un dalmata italiano.
Per arrivare alla formazione delle prime società calcistiche dalmate o almeno, come era prassi all'epoca, alle sezioni calcistiche nelle società ginniche, bisogna aspettare il 1903: presso l'Hrvatski sokol di Spalato (il Sokol era un'associazione ginnico-sportiva caratterizzata da un forte sentimento nazionale, e sokolisti venivano chiamati i suoi iscritti e per traslato i nazionalisti croati o jugoslavi) si crea proprio una sezione dedicata al calcio, grazie all'arrivo di un pallone direttamente da Praga. La prima partita ufficiale fra spalatini si giocò il 21 giugno 1903 quando l'Hrvatski sokol si recò in trasferta a Traù. Per la cronaca, l'incontro terminò col punteggio di uno a uno.

## La nascita de "Il Calcio"
In molte città dalmate, nonostante la lenta ma inesorabile diminuzione numerica dei dalmati italiani, erano sorte molte associazioni culturali, sportive o ricreative, che nel tempo erano divenute non suolo luogo di ritrovo e di svago, ma anche luogo di sviluppo della propria coscienza politica, variamente venata di irredentismo. Spesso nelle città dalmate questi gruppi trovavano un perfetto contraltare in consimili gruppi croati, per cui ad una sala di lettura italiana corrispondeva una sala di lettura croata, ad una società di ginnastica italiana una società di ginnastica croata, e così via.
A Spalato gli italiani avevano costituito fra le altre la "Società di ginnastica e di scherma", all'interno della quale nel 1910 sorse la sezione calcistica dal nome Il Calcio. Fondatore ed animatore della sezione fu il dottor Ernesto Ilich.
Dopo poco tempo, la squadra cambiò nome in "Edera", rimanendo sempre la squadra italiana della città.

## I primi Campionati Regionali Dalmati
Negli stessi anni, in Dalmazia vennero fondate anche le società calcistiche di Zara ("Associazione Ginnastica e Scherma di Zara") e di Ragusa ("Forza e Coraggio"), che nel mese di ottobre del 1910 si erano disputate il "Primo Campionato Regionale Dalmata" in una sfida unica, vinta dai ragusei per tre a uno.
Dopo una pausa di un anno dovuta allo scioglimento della "Forza e Coraggio" di Ragusa (perché favorevole all'irredentismo italiano), che si era assunta il compito dell'organizzazione del secondo campionato regionale, all'edizione successiva (aprile 1912) di Zara parteciparono tre squadre:
- Associazione Ginnastica e Scherma di Zara
- Società dei Bersaglieri di Borgo Erizzo
- Società di Ginnastica e di Scherma di Spalato

Per quest'ultima, scesero in campo Oscar Mayer, Matteo Forbicetta, Carlo Polli, Giovanni Riboli, Antonio Guina, Giuseppe Montiglia, Germano Bussich, Amato Bortolazzi, Aldo Sanzin, Giuseppe Seveglievich, Aurelio Bonavia e le riserve Ernesto Ilich (il fondatore del sodalizio) e Abelardo de Chmielewski.
Tutte le partite si giocarono il 7 aprile 1912. Alla fine del torneo non si ebbe un vincitore, ma gli organizzatori decisero che la coppa sarebbe andata alla Società dei Bersaglieri di Borgo Erizzo, vincitrice del "derby" coi zaratini.
La terza edizione del torneo vide finalmente trionfare "Il Calcio" di Spalato per tre a uno contro l'Associazione Ginnastica e Scherma di Zara. Gli spalatini così si schierarono:
- Portiere: A. Dinnunzio
- Terzini: C. Polli e R. Buglianovich
- Trio: A. Guina, P. Grigillo, A. Bonavia
- Assalitori: A. Peruzovich, M. Piscitelli, A. Bortolazzi, V. Del Mestre, G. Pervan

## La sfida coll'Hajduk
Le cronache ricordano una famosa sfida fra Il Calcio e la squadra croata di Spalato Hajduk (l'attuale più importante squadra dell'intera Dalmazia), che aveva iniziato la propria attività sportiva nel 1911.
Fu la prima partita ufficiale dell'Hajduk contro un'altra squadra (fino a quel momento si erano svolti degli incontri interni alla società) e si tenne l'11 giugno 1911, di fronte ad un'incredibile folla di quasi 3.000 spettatori (l'intera Spalato all'epoca contava circa 20.000 abitanti). Il risultato finale fu un perentorio nove a zero per l'Hajduk.

## Ultimi tornei e fine della società

10 aprile 1932: si gioca Rigo - Spalato. L'incontro finisce 5 a 4

Alla vigilia della Grande Guerra - nel 1914 - si svolse un torneo al quale parteciparono l'"Edera" (il già ricordato nuovo nome de "Il Calcio") e altre compagini di Zara e di Trieste, ma di questo torneo non si conoscono i risultati.
Nel 1919, nel pieno della lotta diplomatica per la sorte della Dalmazia - promessa all'Italia dal Patto di Londra, che però non comprendeva nell'accordo la città di Spalato - la Società di Ginnastica e Scherma di Spalato organizzò un'ultima edizione del Campionato Regionale Dalmato, al quale parteciparono anche una squadra di Sebenico e due di Zara, la Ginnastica e la neonata Pro Jadera, destinata negli anni successivi a partecipare a ben più impegnativi campionati nazionali italiani. Il successo arrise alla Ginnastica di Zara.
Dopo la guerra la città di Spalato fu assegnata al neonato Regno dei Serbi, Croati e Sloveni e ciò comportò un grosso sbandamento della componente italiana cittadina. Quest'ultima conobbe anche una notevole diminuzione numerica, dovuta al trasferimento di parte della popolazione italofona a Zara - assegnata al Regno d'Italia - o in altre città italiane e alla politica assimilazionista della maggioranza croata.
Alla fine degli anni '20 si perdono le tracce de Il Calcio / L'Edera. Nello stesso periodo una squadra denominata "Spalato" - formata da giocatori dalmati - gioca invece alcune partite amatoriali in Italia. A partire dagli anni venti l'Hajduk di Spalato conobbe invece una vertiginosa crescita e dagli organigrammi della squadra risultano parecchi giocatori spalatini con cognome italiano: ciò lascia supporre che l'antica squadra italiana della città andò progressivamente a spegnersi a favore della ben più blasonata compagine croata.

## Ultima riapparizione
Durante il Governatorato di Dalmazia Spalato fu annessa al Regno d'Italia e fu promossa la creazione di attività sportive legate ai campionati italiani. A tale scopo nel 1942 fu ristabilita la squadra Calcio Spalato con il nome Associazione Calcio Spalato, secondo direttiva della Federazione Italiana Gioco Calcio (FIGC) che riconosceva l'AC Spalato come nuova società affiliata alla Federcalcio.
Comunque, a causa degli eventi bellici lo Spalato non fece alcun campionato. Ma in quei mesi il miglior giocatore dell'AC Spalato, il leggendario Frane Matošić, riuscì a trasferirsi a Bologna. Infatti nell'estate del 1942 venne ingaggiato dal Bologna FC, con il quale disputò una stagione con 28 partite e 13 reti (miglior giocatore bolognese della stagione).